# Sphaerophoria
Genre

Sphaerophoria macrogaster, espèce asiatique

Sphaerophoria est un genre d'insectes diptères du sous-ordre des Brachycera (les Brachycera sont des mouches muscoïdes aux antennes courtes).

## Espèces rencontrées en Europe
- Sphaerophoria abbreviata Zetterstedt 1859
- Sphaerophoria bankowskae Goeldlin 1989
- Sphaerophoria batava Goeldlin 1974
- Sphaerophoria boreoalpina Goeldlin 1989
- Sphaerophoria chongjini Bankowska 1964
- Sphaerophoria estebani Goeldlin 1991
- Sphaerophoria fatarum Goeldlin 1989
- Sphaerophoria infuscata Goeldlin 1974
- Sphaerophoria interrupta (Fabricius 1805)
- Sphaerophoria laurae Goeldlin 1989
- Sphaerophoria loewi Zetterstedt 1843
- Sphaerophoria nigra Frey 1945
- Sphaerophoria philantha (Meigen 1822)
- Sphaerophoria pictipes Boheman 1863
- Sphaerophoria potentillae Claussen 1984
- Sphaerophoria rueppelli (Wiedemann 1830)
- Sphaerophoria scripta (Linnaeus 1758)
- Sphaerophoria shirchan Violovitsh 1957
- Sphaerophoria taeniata (Meigen 1822)
- Sphaerophoria turkmenica Bankowska 1964
- Sphaerophoria virgata Goeldlin 1974

## Espèce rencontrée en Asie
- Sphaerophoria macrogaster

## Liste d'espèces
Selon ITIS (27 juin 2011) :
- Sphaerophoria abbreviata Zetterstedt, 1849
- Sphaerophoria asymmetrica Knutson, 1973
- Sphaerophoria bifurcata Knutson, 1973
- Sphaerophoria brevipilosa Knutson, 1973
- Sphaerophoria cleoae Metcalf, 1917
- Sphaerophoria contiqua Macquart, 1847
- Sphaerophoria cranbrookensis Curran, 1921
- Sphaerophoria longipilosa Knutson, 1973
- Sphaerophoria novaeangliae Johnson, 1916
- Sphaerophoria philanthus Meigen
- Sphaerophoria pyrrhina Bigot, 1884
- Sphaerophoria scripta (Linnaeus, 1758)
- Sphaerophoria sulphuripes (Thomson, 1869)
- Sphaerophoria weemsi Knutson, 1973